# 魯德卡 (沃洛季米列齊區)
51°29′50″N 25°46′55″E / 51.49722°N 25.78194°E
魯德卡（烏克蘭語：Рудка），是烏克蘭西北部的村莊，隸屬里夫內州的瓦拉什區。該村始建於1631年，面積22.9平方公里，海拔高度160米，2001年人口554，人口密度每平方公里24.2人。